# Ласерда Рамос, Родриго
Родриго Ласерда Рамос (порт.-браз. Rodrigo Lacerba Ramos; 6 октября 1980, Сан-Бернарду-ду-Кампу), также известный как Ферруген (порт.-браз. Ferrugem) — бразильский футболист, полузащитник.

## Карьера
Родриго начал карьеру в клубе «Палмейрас», в составе которого дебютировал 21 января 1998 года в матче турнира Рио-Сан-Паулу с «Васко да Гамой» (2:1). В том же году он впервые сыграл в международном клубном турнире, выйдя на замену вместо Жуниора в матче Кубка Меркосур с Универсидад де Чили. Этот матч стал для футболиста единственным на турнире, в котором клуб одержал победу. Также одну встречу в сезоне Родриго сыграл в розыгрыше Кубка Бразилии, также выигранном командой. В следующем сезоне полузащитник сыграл лишь дважды. Годом позже «Палмейрас» выиграл турнир Рио-Сан-Паулу, а дошёл до финала в Кубке Либертадорес, в розыгрыше которого Родриго сыграл дважды.
Летом 2000 года Родриго стал игроком греческого АЕКа. В первом сезоне он провёл в клубе 28 матчей. В следующем сезоне Родриго выиграл с АЕКом Кубок Греции, а в Кубке УЕФА дошёл до четвёртого раунда, где проиграл «Интеру». В 2003 году Родриго возвратился в Бразилию, присоединившись к «Атлетико Минейро». Он дебютировал в составе команды в матче с УРТ (3:0). Всего за клуб он провёл 38 матчей и забил 2 гола. Последний матч за клуб Родриго сыграл 28 ноября с «Жувентуде» (0:1).
В 2004 году Родриго стал игроком французского «Аяччо», подписав контракт на 3,5 года. В клубе футболист дебютировал 29 февраля в матче с «Бордо» (1:0). В первом сезоне он провёл за клуб 10 матчей. Со следующего сезона бразилец стал твёрдым игроком основного состава «Аяччо»: в трёх сезонах он проводил не менее 30 матчей. 8 декабря 2006 года Родриго забил первый мяч за клуб, поразив ворота «Монпелье». Всего за «Аяччо» футболист провёл 118 матчей и забил 5 голов. В 2007 году он перешёл в «Страсбур», где дебютировал 4 августа 2007 года с марсельским «Олимпиком». 27 октября того же года он забил первый мяч за «бело-голубых», поразив ворота «Лилля». Всего в сезоне Родриго 39 матчей и забил один мяч.
В 2008 году Родриго подписал годичный контракт с японским клубом «Джубило Ивата», где дебютировал 6 июля в матче с «Токио Верди» (1:1). Всего за команду полузащитник выступал два сезона, сыграв 27 матчей и забив 1 гол в Джей-Лиге и три матча в Кубке Японии. В 2009 году Родриго возвратился в «Страсбур», за который провёл 40 матчей. На следующий год футболист стал игроком швейцарского «Сьон», дебютировав 18 июля 2010 года с «Беллинцоной» (2:0). В том же сезоне Родриго выиграл со «Сьоном» Кубок Швейцарии. За этот клуб он выступал два сезона, проведя 71 матч и забив один гол. Затем полузащитник играл за «Лозанну», дебютировав в матче с «Туном» (0:0) 14 июля. Всего за команду он сыграл 23 матча. После этого Родриго вернулся в Бразилию, заключив договор с клубом «Вила-Нова». 2 февраля 2014 года он дебютировал в составе команды в матче с «Гуарани» из Дивинополиса. А всего за клуб провёл 5 матчей в чемпионате Минас-Жерайс.

## Статистика
| Сезон     | Клуб                  | Лига         | Чемпионат | Чемпионат | Кубок | Кубок | Междун. | Междун. | Прочие | Прочие |
| Сезон     | Клуб                  | Лига         | Игры      | Голы      | Игры  | Голы  | Игры    | Голы    | Игры   | Голы   |
| --------- | --------------------- | ------------ | --------- | --------- | ----- | ----- | ------- | ------- | ------ | ------ |
| 1998      | Палмейрас             | Серия A      | 5         | 0         | 1     | 0     | 1       | 0       | 4      | 0      |
| 1999      | Палмейрас             | Серия A      | 0         | 0         | 0     | 0     | 0       | 0       | 2      | 0      |
| 2000      | Палмейрас             | Серия A      | 0         | 0         | 1     | 0     | 2       | 0       | 7      | 0      |
| 2000/2001 | АЕК (Афины)           | Альфа Этники | 22        | 0         | —     | —     | 6       | 0       | —      | —      |
| 2001/2002 | АЕК (Афины)           | Альфа Этники | 24        | 1         | —     | —     | 9       | 0       | —      | —      |
| 2003      | Атлетико Минейро      | Серия A      | 28        | 2         | 5     | 0     | 2       | 0       | 3      | 0      |
| 2004      | Атлетико Минейро      | Серия A      | 0         | 0         | —     | —     | —       | —       | —      | —      |
| 2003/2004 | Аяччо                 | Лига 1       | 10        | 0         | 0     | 0     | —       | —       | 0      | 0      |
| 2004/2005 | Аяччо                 | Лига 1       | 36        | 0         | 0     | 0     | —       | —       | 1      | 0      |
| 2005/2006 | Аяччо                 | Лига 1       | 36        | 0         | 0     | 0     | —       | —       | 2      | 0      |
| 2006/2007 | Аяччо                 | Лига 2       | 31        | 5         | 0     | 0     | —       | —       | 1      | 0      |
| 2007/2008 | Страсбур              | Лига 1       | 34        | 1         | 2     | 0     | —       | —       | 1      | 0      |
| 2008      | Джубило Ивата         | Джей-Лига    | 15        | 1         | —     | —     | —       | —       | —      | —      |
| 2009      | Джубило Ивата         | Джей-Лига    | 12        | 0         | 3     | 0     | —       | —       | —      | —      |
| 2009/2010 | Страсбур              | Лига 2       | 38        | 1         | 1     | 0     | —       | —       | 1      | 0      |
| 2010/2011 | Сьон                  | Суперлига    | 30        | 1         | 6     | 0     | —       | —       | —      | —      |
| 2011/2012 | Сьон                  | Суперлига    | 28        | 0         | 5     | 0     | 2       | 0       | —      | —      |
| 2012/2013 | Лозанна               | Суперлига    | 20        | 0         | 3     | 0     | —       | —       | —      | —      |
| 2014      | Вила-Нова (Нова-Лима) | Серия A      | 0         | 0         | 0     | 0     | —       | —       | 5      | 0      |

1. ↑  В графу «Прочие» чемпионаты штатов Бразилии, Турнир Рио-Сан-Паулу, Кубок французской лиги

## Достижения
- Чемпион мира (до 17 лет): 1997
- Обладатель Кубка Бразилии: 1998
- Обладатель Кубка Меркосур: 1998
- Победитель турнира Рио-Сан-Паулу: 2000
- Обладатель Кубка Греции: 2001/2002
- Обладатель Кубка Швейцарии: 2011